# Wonderland (альбом Nosferatu)
Wonderland — пятый полноформатный студийный альбом британской готической группы Nosferatu, вышедший 7 марта 2011 года на лейбле Dark Fortune Records и вскоре переизданный Pandaimonium Records. Диск стал первой студийной работой коллектива с 1997 года. Альбом посвящён памяти актрисы и писательницы Ингрид Питт, скончавшейся в 2010 году.
Выходу Wonderland предшествовали релизы трёх синглов — «Somebody Put Something in My Drink» (2005), «Black Hole» (2010) и «Horror Holiday» (2011).

## Процесс записи
Запись Wonderland стала сложным испытанием для группы: работа над альбомом началась ещё в 2004 году, а окончательно завершилась только в январе 2011. В процессе создания диска состав коллектива в очередной раз изменился.
Чтобы добиться мощного, но в то же время мягкого звучания, музыканты сначала записывали все песни на магнитофонную плёнку и лишь затем оцифровывали. Немалого труда потребовало окончательное сведение композиций. «В песне „Black Hole“, например, есть партии ударных Белль [Стар] и Эдди [МакИвила], а также партии драм-машины, ударные семплы и примерно тридцать дорожек вокала… И это не считая струнных, хоровых вставок, клавесина, гитар и бас-гитар… По меньшей мере в двух песнях с альбома есть тщательно скрытые звуковые хитрости», — рассказывал фронтмен группы Луис Де Рэй.
По словам Де Рэя, Wonderland для него является совершенно особенной работой, «записью, которую он мечтал сделать со времён своего семнадцатилетия», «чем угодно, только не простым альбомом». Он также признался, что хотел сделать новый диск «синим и холодным», а не «красным и горячим», как ранние релизы коллектива, и что во многом особенное звучание композиций обусловлено тем, что основную часть работы над альбомом он провёл снежной зимой, запершись в студии Earth Terminal — «в изоляции, среди снега и чистого белого холода».

## Стиль и отзывы критиков
Критик Дидье Бекю положительно оценил альбом, высказав мнение о том, что Wonderland сразу после выхода станет «готической классикой», несмотря на присутствие некоторых нетипичных для жанра психоделических элементов. Самой удачной композицией, представленной на диске, он счёл трек «Horror Holiday», а среди других песен отметил «прекрасную балладу» «Wonderland» и «типично готические» «Silver» и «Bombers»; единственной неудачей музыкантов, с его точки зрения, стала «ужасная» кавер-версия песни группы Ramones «Somebody Put Something in My Drink».
Схожее мнение в своей рецензии озвучил и обозреватель Интернет-портала MetalStorm. По его словам, Wonderland всё же уступает ранним альбомам группы (например, Rise), однако альбом хорошо звучит благодаря проникновенному вокалу Луиса Де Рэя, «прекрасным» клавишным партиям и неплохой ритм-секции; лучшей песней рецензент назвал «Horror Holiday», а кавер-версию Ramones счёл «интересной».
По словам Карин Хоог из журнала Sonic Seducer, на Wonderland Nosferatu «превзошли самих себя». Она описала диск как «необычайно проникновенный и берущий за душу», особо отметив «тёмный, бархатистый вокал» и назвав заглавную композицию лучшей песней с альбома. Также Хоог положительно отозвалась об «очень запоминающихся» «Bombers» и «Horror Holiday» и похвалила кавер-версию «Somebody Put Something in My Drink».
Об исполненной Nosferatu версии «Somebody Put Something in My Drink», выходившей в 2005 году отдельным синглом, писал также критик Георг Ховаль из Sonic Seducer. Он указал на то, что общее настроение этой песни не очень хорошо сочетается с собственной меланхоличной манерой Nosferatu, хотя в то же время кавер-версию нельзя назвать плохой.

## Список композиций
Автор всех текстов — Луис Де Рэй.
| №                   | Название                             | Композитор                          | Длительность |
| ------------------- | ------------------------------------ | ----------------------------------- | ------------ |
| 1.                  | «Horror Holiday»                     | Дэмьен Де Вилль, Луис Де Рэй, Невин | 5:18         |
| 2.                  | «Wonderland»                         | Луис Де Рэй                         | 6:07         |
| 3.                  | «Jackal»                             | Невин                               | 0:43         |
| 4.                  | «Silver»                             | Луис Де Рэй                         | 5:52         |
| 5.                  | «Bombers»                            | Дэмьен Де Вилль, Луис Де Рэй        | 5:02         |
| 6.                  | «Entwined»                           | Луис Де Рэй, Невин                  | 5:14         |
| 7.                  | «Black Hole»                         | Дэмьен Де Вилль, Луис Де Рэй, Невин | 5:29         |
| 8.                  | «Somebody Put Something in My Drink» | Кавер-версия песни Ramones          | 3:10         |
| 9.                  | «Spectre»                            | Луис Де Рэй                         | 2:22         |
| 10.                 | «Monument»                           | Луис Де Рэй                         | 6:56         |
| Общая длительность: | Общая длительность:                  | Общая длительность:                 | 46:07        |

## Участники записи
- Луис Де Рэй — вокал, программирование, электрогитара (вторая)
- Дэмьен Де Вилль — электрогитара (лидирующая)
- Невин «MoonShadow» — бас-гитара (кроме трека «Somebody Put Something in My Drink»)
- Стефан Дьябло — бас-гитара («Somebody Put Something in My Drink»)
- Белль Стар — ударные (кроме трека «Bombers»)
- Эдди МакИвил — ударные («Bombers» и «Black Hole»)